# Замок Дьюла
Замок Дьюла — середньовічна фортифікаційна споруда у однойменному місті на території сучасної Угорщини. За історичними документами замок Дьюла відомий з 1405 року. У теперішній час замок є значним об’єктом культурного туризму та рекреації, тут діють розвинута туристична інфраструктура та відомі спа-басейни (аквапарк Aqua Palota Gyula).